# 태화교통 (부산)
태화교통(泰和交通)은 부산광역시 사하구 하단동에 본사를 둔 버스 운송 업체였다. 하단동 구포동에서 출발하는 노선을 주로 보유했다. 그리고 부산에서 몇 안되는 합명회사였다. 2002년 7월 2일에 태영운송그룹에 인수가 되면서, 회사이름을 태영버스로 변경했다.
2004년 6월 19일에 태영버스는 업체명이 성보버스로 변경되어, 태영운송그룹에서 계열 분리가 되고, 58번, 58-1번, 105번, 159번, 300번을 현재의 태영버스에 넘어갔다.
2005년 말에는 성보버스가 삼진여객에 흡수합병이 되었다.

## 차고지
- 부산광역시 사하구 하단동 ( 본사 ; 58번 (구)59번, 59번, 105번, 159번, 300번, 520번 시종착)
- 부산광역시 북구 구포동( 구포영업소 ; 126번 시종착)

## 운행했었던 노선
- 59번 (화명동↔부산역, 삼진여객에서 운행)
- 126번 (화명동↔충무동, 삼진여객에서 운행)
- 58번 (가덕도 선창↔동아대학교, 태영버스에서 운행)
- 159번 (강서구청↔하단역, 삼진여객에서 운행, 2008년 7월 2일 부로 폐선)
- 58-1번 (청안동↔하단역, 태영버스에서 운행)
- 520번 (용원↔신평, 태영버스에서 운행)
- 300번 (김해국제공항↔동아대학교, 부산공항여객에서 운행, 2008년 7월 2일 부로 폐선)
- (구) 59번 (화명동-동아대학교)
- (구) 105번 (하단동, 동아대학교-중앙공원, 삼성여객과 공동배차였음)